# Pascal (antipape)
Pour les articles homonymes, voir Pascal.
Pascal est un antipape en 687, en concurrence avec le pape Serge Ier.
Après la mort du pape Conon le 21 septembre 687, une faction élit l'archidiacre Pascal ; une autre faction l'archiprêtre Théodore. Les partisans de celui-ci se rendent maîtres de l'intérieur du palais du Latran ; leurs adversaires en occupent tout l'extérieur. Le tumulte croît et menace de devenir sanglant. Le clergé, les magistrats et le peuple fixent alors leur choix sur le prêtre Sergius, qu'ils conduisirent en triomphe au palais de Latran. Les portes s'ouvrent devant eux. Théodore reconnaît l'autorité du nouveau Pontife mais Pascal ne veut pas céder. 
Pascal est dégradé et confiné dans un monastère où il meurt en 692.

## Sources
- Histoire générale de l'Église depuis le commencement de l'ère chrétienne, par Joseph Épiphane Darras, librairie de Louis Vivès, 1861.